# Lotykowe
Lotykowe (ukrainisch Лотикове – ukrainisch offiziell seit dem 12. Mai 2016 Iwaniwske/Іванівське; russisch Лотиково/Lotikowo) ist eine Siedlung städtischen Typs im Süden der ukrainischen Oblast Luhansk mit etwa 3200 Einwohnern.
Der Ort gehört administrativ zum Rajon Slowjanoserbsk, das Rajonszentrum Slowjanoserbsk ist 20 Kilometer nördlich gelegen, die Oblasthauptstadt Luhansk befindet sich 29 Kilometer östlich des Ortes.
Lotykowe entstand Anfang des 20. Jahrhunderts unter dem Namen Iwaniwskyj Rudnyk (Іванівський Рудник), wurde 1912 auf Hustaw (Густав) umbenannt und erhielt 1919 seinen derzeitigen Namen. 1938 erhielt sie dann den Status einer Siedlung städtischen Typ. Seit Sommer 2014 ist der Ort im Verlauf des Ukrainekrieges durch Separatisten der Volksrepublik Lugansk besetzt.